# Општина Фрекацеј (Тулћа)
Фрекацеј (рум. Frecăţei) општина је у Румунији у округу Тулћа.
Oпштина се налази на надморској висини од 79 m.